# Мамбетов, Ахмет Исмагулович
Ахмет Исмагулович Мамбетов (1908, Семипалатинская область, Российская империя — 20 апреля 1965, Алма-Ата) — советский государственный деятель, Министр сельского хозяйства Казахской ССР (1952—1953).
Председатель областного исполнительного комитета — Кустанайской (1950—1951) и Павлодарской (1953—1955) областей. Первый секретарь ЦК ЛКСМ Казахстана (1939-1942).
Кавалер ордена Трудового Красного Знамени.
Участник Боев на Халхин-Голе (1939), кавалер ордена Отечественной Войны II-й степени. Имел звание майора Красной армии.

## Биография
Образование
- с 1928 по 1933 — учёба в Московской Сельскохозяйственной Академии имени К. А. Тимирязева
- с 1945 по 1947 — слушатель Высшей школы партийных организаторов при ЦК ВКП(б)
- с 1951 по 1952 — слушатель Курсов переподготовки при ЦК ВКП(б)

Ранняя карьера
- с 1925 по 1928 — курьер, младший счетовод Татарского Коммунального Банка;
- 1933 — зоотехник Алма-Атинского скотоводтреста

Преподавательская деятельность
- 1933—1937 — доцент Алма-Атинской высшей коммунистической сельскохозяйственной школы

Долгие годы вместе с семьей проживал в Алма-Ате по адресу улица Кирова 188 (ныне - Богенбай батыра), угол улицы Мечникова (ныне - Ади Шарипова).

## Участие в Боях на Халхин-Голе
С 1937 по 1939 проходил службу в Рабоче-крестьянской Красной Армии (РККА). В 1939 принял участие в Боях на Халхин-Голе (Монголия), по результатам которых награждён орденом Отечественной Войны II-й степени и получил звание майора Красной армии.

## Партийная карьера
В 1939 году инструктор Центрального комитета Коммунистической партии(б) (ЦК КП) Казахстана.

### Первый секретарь ЦК ЛКСМ Казахстана
С 1939 по 1942 — Первый секретарь Центрального комитета Ленинского Коммунистического Союза Молодёжи (ЦК ЛКСМ) Казахстана.
Карьера в 1942—1945 годы
1. 1942—1943 — заместитель заведующего Отделом кадров ЦК КП(б) Казахстана
2. 1943—1944 — секретарь Павлодарского областного комитета КП(б) Казахстана по кадрам
3. 1944—1945 — заместитель секретаря ЦК КП(б) Казахстана по животноводству

Второй секретарь Джамбульского областного комитета КП(б) Казахстана
С 1947 по 1950 — Второй секретарь Джамбульского областного комитета КП(б) Казахстана. Современный аналог областного исполнительного комитета — Акимат. Современный аналог должности — заместитель акима области.

### Председатель Исполнительного комитета Кустанайского областного Совета
С 1950 по 1951 — председатель Исполнительного комитета Кустанайского областного Совета ( Председатель Кустанайского облисполкома). Современный аналог должности — аким области.

### Министр сельского хозяйства Казахской ССР
C 1952 по 1953 был Министром сельского хозяйства Казахской ССР, входил в Совет министров Казахской ССР (современный аналог — Правительство Казахстана).

### Председатель Исполнительного комитета Павлодарского областного Совета
С 1953 по 1955 — Председатель Исполнительного комитета Павлодарского областного Совета (Председатель Павлодарского облисполкома). Современный аналог должности — аким области.
Дальнейшая карьера
1. 1955—1960 — заведующий Сельскохозяйственным отделом Гурьевского областного комитета КП Казахстана
2. 1960—1962 — технический инструктор Казахского республиканского Совета профсоюзов
3. 1962—1963 — председатель Казахского республиканского комитета профсоюза рабочих и служащих сельского хозяйства и заготовок
4. 1963 — 20.04.1965 — секретарь Казахского республиканского Совета профсоюзов

## Награды
- орден Трудового Красного Знамени
- орден Отечественной Войны II-й степени

## Память
- В городе Аягоз Восточно-Казахстанской области Казахстана именем Ахмета Мамбетова названа улица.
- В Казахстане существует школа имени Ахмета Мамбетова.
- Похоронен на центральной аллеи Центрального кладбища (вход с проспекта Раимбека) рядом с могилой Каныша Сатпаева. Установлена мемориальная табличка.
- Биография Ахмета Мамбетова входит в биографическую энциклопедию Данияра Ашимбаева «Кто есть кто в Казахстане».
- Биография Ахмета Мамбетова[2] входит в электронный справочник по истории Коммунистической партии и Советского союза 1898—1991.